# Brachineura australis
Brachineura australis är en tvåvingeart som först beskrevs av Frederick Askew Skuse 1890.  Brachineura australis ingår i släktet Brachineura och familjen gallmyggor. Inga underarter finns listade i Catalogue of Life.